# Колман (окръг, Тексас)
Окръг Колман (на английски: Coleman County) е окръг в щата Тексас, Съединени американски щати. Площта му е 3318 km², а населението - 9235 души (2000). Административен център е град Колман.